# Entedon punctiscapus
Entedon punctiscapus är en stekelart som beskrevs av Thomson 1878. Entedon punctiscapus ingår i släktet Entedon och familjen finglanssteklar.
Artens utbredningsområde är:
- Tjeckien.
- Slovakien.
- Tyskland.
- Ungern.
- Nederländerna.
- Sverige.
- Moldavien.
- Ukraina.
- Slovenien.

Arten är reproducerande i Sverige. Inga underarter finns listade i Catalogue of Life.